# Institut Pere Mata
L'Institut Pere Mata de Reus és l'hospital psiquiàtric de la ciutat, encara que dona servei a una regió molt més gran. Va ser projectat per Lluís Domènech i Montaner i construït entre 1897 i 1912, en l'estil modernista propi d'aquest arquitecte. El nom és un homenatge al metge reusenc Pere Mata i Fontanet. El conjunt arquitectònic modernista està catalogat com a BCIL i, específicament, el pavelló dels Distingits és un Bé Cultural d'Interès Nacional des del 2013. El centre és operador de serveis de salut mental, i gestiona una àmplia xarxa de dispositius de titularitat pública: des dels serveis especialitzats de la xarxa ambulatòria per a adults i per a infants i joves de menys de 18 anys, fins als recursos d'hospitalització i d'altres d'especialitats.

## Història
A les darreries del segle xix el doctor reusenc Emili Briansó Planes, que havia accedit al càrrec de metge forense, entrà en contacte amb els malalts mentals de ca l'Agulla, una institució sense condicions higièniques ni terapèutiques, situada en el nucli urbà. Va proposar la construcció d'un nou centre que reunís les condicions necessàries i va convèncer diferents prohoms de constituir la Sociedad Manicomio de Reus, que agrupà 35 comerciants, professionals liberals, propietaris i industrials. El president del primer consell d'administració va ser Pau Font de Rubinat (important intel·lectual catalanista reusenc, advocat i bibliòfil), que per la seva coneixença amb Lluís Domènech i Montaner, al qual l'unien les mateixes idees polítiques de la Unió Catalanista, va fer que assumís el projecte com a arquitecte de l'obra, considerada com el precedent de l'Hospital de Sant Pau de Barcelona. Domènech i Montaner va seguir les noves línies de tractament de malalts mentals i dissenyà un complex hospitalari articulat, seguint un esquema de pavellons que més tard aplicaria a l'Hospital de Sant Pau. El mes de juny de 1897 va entregar el plànol general del centre, format per 11 pavellons principals separats per amplis jardins, dels quals els que anaven destinats al tractament de malalts es distribuïen en tres conceptes: el tipus de malaltia, la classe social i el sexe. A més, es preveia la construcció d'una gran capella i edificis complementaris. La construcció de l'Institut Pere Mata es començà l'abril de 1898 amb els pavellons de Serveis Generals, Beneficència i Tercera Classe. L'1 de març de 1900 es va obrir oficialment el centre.

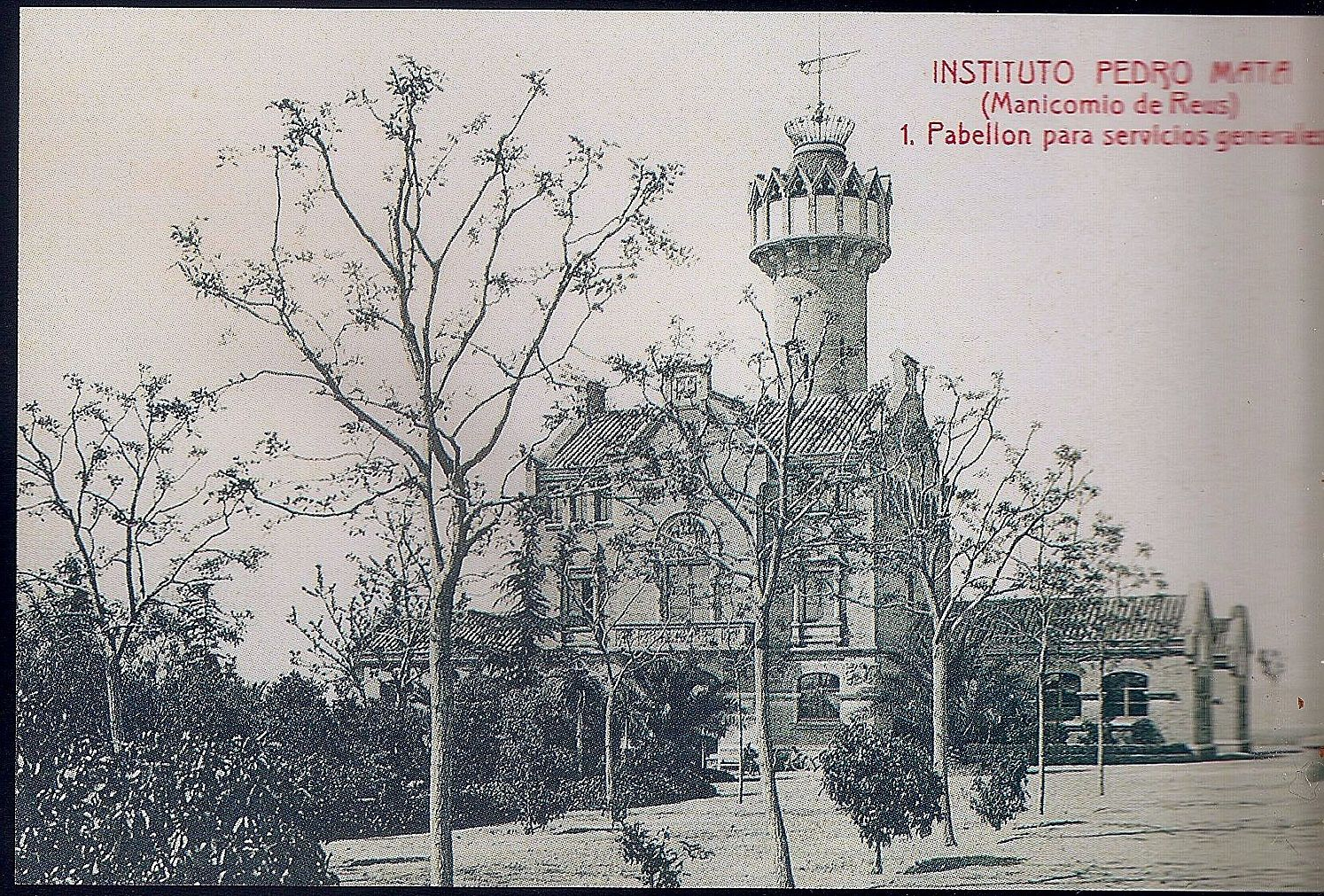
Institut Pere Mata, 1908.

L'edifici encara es fa servir com a hospital psiquiàtric, i també per a consultes psiquiàtriques de la seguretat social. S'hi accedeix per una petita carretera des de la carretera d'Alcolea del Pinar, que va de Reus a Falset. El conjunt disposa d'un ampli domini d'unes 20 hectàrees. Molt a prop se situen les Parcel·les Pelai (Reus) i no gaire lluny el lloc conegut com a Boca de la Mina amb els dipòsits d'aigua de la ciutat. Conjuntament amb la tasca pròpiament assistencial, des de 1983 aquesta organització ha desenvolupat una molt important actuació relacionada amb la docència, la formació i la investigació, de manera que l'Institut Pere Mata no entén avui la seva existència sense aquesta estratègia sòlida de futur que es basa en l'assistència, la docència i la recerca. És per això que l'Institut Pere Mata és un hospital universitari amb unitat docent de la Facultat de Medicina i Cirurgia de la Universitat Rovira i Virgili (URV), en el qual s'imparteix tant formació de pregrau (pràctiques de psiquiatria, infermeria…), com de postgrau (màster de salut mental: investigació en psiquiatria, neurotoxicologia i psicofarmacologia, i programes de doctorat). L'Hospital Universitari està acreditat pel Ministeri de Sanitat i Política Social per formar metges, psicòlegs i infermers residents. D'altra banda, en els objectius principals de l'Hospital Psiquiàtric Universitari Institut Pere Mata hi ha també la investigació. Tots els tècnics de l'Institut estan convençuts que la millor forma de mantenir una actualització professional és participar activament en tasques d'investigació. Per aquest motiu es realitzen treballs d'investigació bàsica, clínica i epidemiològica que han estat finançats en convocatòries públiques (Ministerio de Sanidad y Política Social; Instituto Nacional de Consumo; Ministerio de Ciencia e Innovación; Departament d'Innovació, Universitats i Empresa de la Generalitat de Catalunya; Fundació La Marató de TV3; Genoma España…) o que es financen amb recursos propis de la institució.
El Govern de Catalunya li atorgà la Creu de Sant Jordi el 2014 «pel valuós servei prestat en els àmbits de la salut mental, la discapacitat intel·lectual i l'atenció a les persones grans, així com en el conjunt de l'obra social de les fundacions que hi són vinculades».

## Descripció
Hi ha un conjunt d'elements que s'han mantingut en la construcció de tot el complex de l'Institut Pere Mata, que han aconseguit que tingui una imatge unitària: els edificis han estat construïts amb façanes d'obra vista sobre un sòcol de pedra. Les cobertes són majoritàriament a doble vessant amb teules àrabs. Els emmarcats de portes i finestres són de pedra calcària i s'usen aplicacions de ceràmica esmaltada blanca i blava per decorar les façanes. Alguns detalls indiquen que des del començament es va tenir present la qualitat de vida dels interns: per exemple, el mur que encercla el recinte es construí ensorrat en una fossa perquè no impedís la visió del paisatge dels jardins, però garantint l'aïllament dels malalts.
Pavelló de Serveis Generals
Pavelló amb planta en forma de H, situat al centre del projecte de l'Institut, que havia de quedar alineat amb l'església que no es va construir i hauria marcat l'eix de simetria del pla general. Originalment destinat als serveis generals, la cuina, el rebost, la farmàcia, els rentadors... però des d'un principi s'hi van situar els serveis d'administració, funció que encara fa actualment. Aquest edifici de tres plantes, tenia a la primera i segona planta l'habitatge del director del centre. A la façana principal hi ha un gran àngel protector de pedra, obra, segons els contemporanis, d'Eusebi Arnau. Inclou la torre del dipòsit de l'aigua, que és una de les imatges més característiques de l'Institut. Les façanes combinen la maçoneria, l'obra vista, els detalls de pedra, i la ceràmica vidriada, dissenyada per Lluís Bru. Els interiors, molt reformats, conserven part dels mosaics originals i alguns tancaments de vidrieres en el que va ser l'habitatge del doctor Briansó.
Pavelló número 6 o Pavelló dels Distingits
És, sense cap dubte, l'edifici més destacat de tot el centre, projectat per allotjar-hi els malalts de gran poder econòmic, que en pagar quotes més elevades podien gaudir de més comoditats. Va tenir tres etapes constructives: primer els dos cossos extrems coneguts com els «xalets», entre els anys 1901 i 1904. Més tard es construí el cos central que uneix els dos edificis, que s'acabà el 1908. Domènech i Montaner va fer participar en la construcció d'aquest pavelló alguns dels seus col·laboradors principals: Lluís Bru, que ja intervenia en el complex, l'esgrafiador Joan Paradís, l'ebenista Josep Prat, del carrer de Ferlandina de Barcelona, els vitrallers Rigalt, Granell i Cia. i les cases de Barcelona, Santamaria, de llums, Escofet, de paviments hidràulics, o els arrimadors ceràmics de la casa Pujol i Bausis, d'Esplugues de Llobregat. L'edifici consta de planta baixa i tres plantes. La planta baixa té els espais comuns, sala, menjador i sala de billar, que estan profusament decorats i tenen espais a doble alçada. A la primera i segona plantes, a més de la planta baixa, se situen les diferents habitacions, a les quals s'arriba a través de galeries que, amb finestres obertes al jardí, actuen de passadissos. Als extrems de les galeries hi ha les cambres de bany i els sanitaris comunitaris, que es complementen amb els vàters individuals que hi ha a cada una de les habitacions. Els dormitoris i sales annexes conserven el mobiliari original. La tercera planta es feia servir per a instal·lacions de serveis, com ara el guarda-roba. Alguns elements il·lustren l'interès de Domènech a crear una arquitectura adaptada a la funció: així, l'escala no té ull central per evitar accidents, i, allà on és possible, les reixes són substituïdes per vidrieres amb ànima de ferro. L'edifici s'aixeca sobre un sòcol de maçoneria. El parament de la façana és construït amb obra vista, mentre que es fa servir la pedra als emmarcaments de les obertures i altres detalls decoratius, que es complementen amb plafons ceràmics i treballs escultòrics. La façana que s'alça sobre el passeig central del recinte, orientada a l'oest, està especialment enriquida amb detalls arquitectònics d'arrel medieval, àngels, paons, elements d'heràldica i repertori floral. Actualment està fora d'ús i, integrat a la Ruta del Modernisme de la ciutat, és l'únic pavelló que es pot visitar.

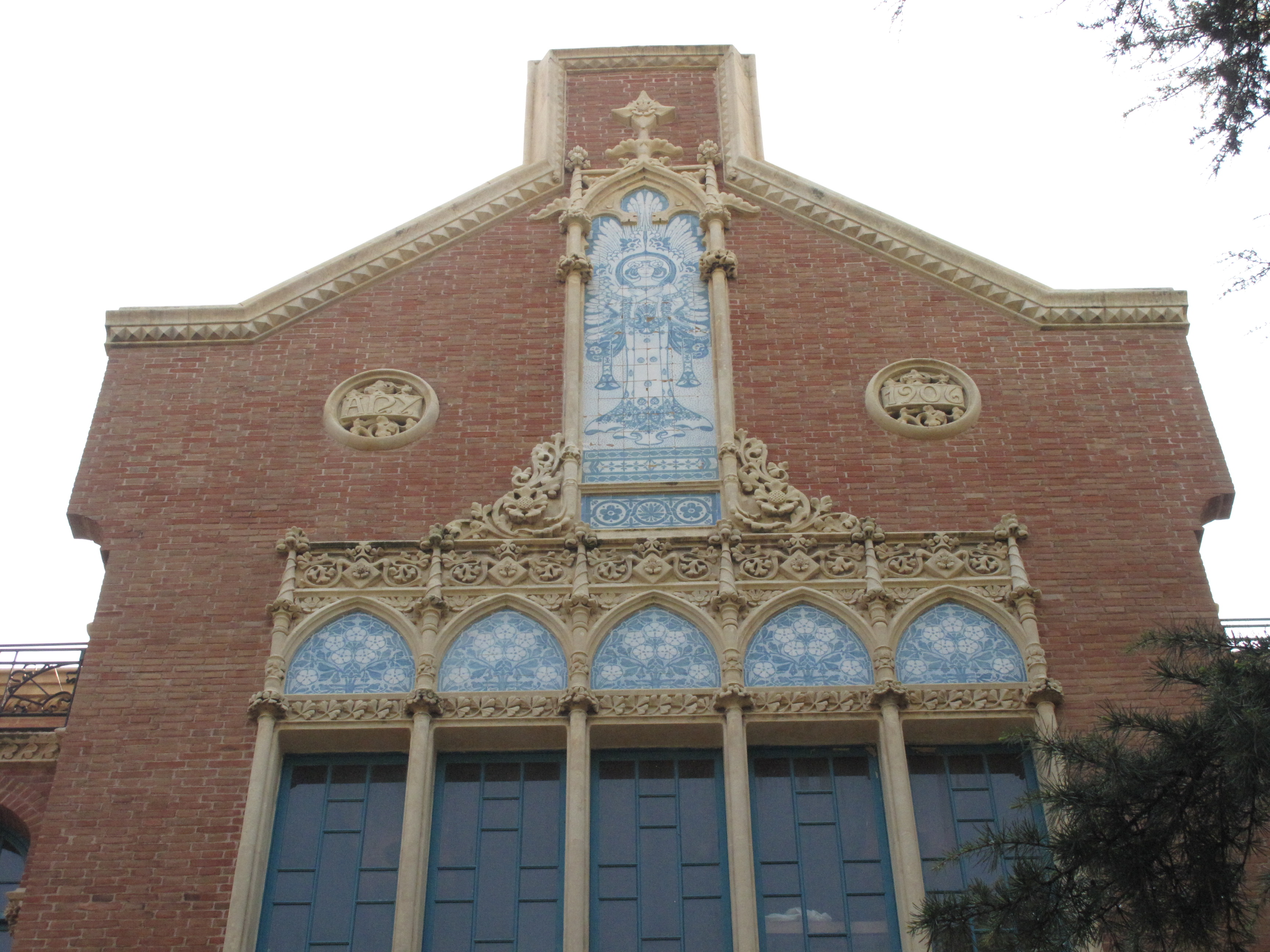
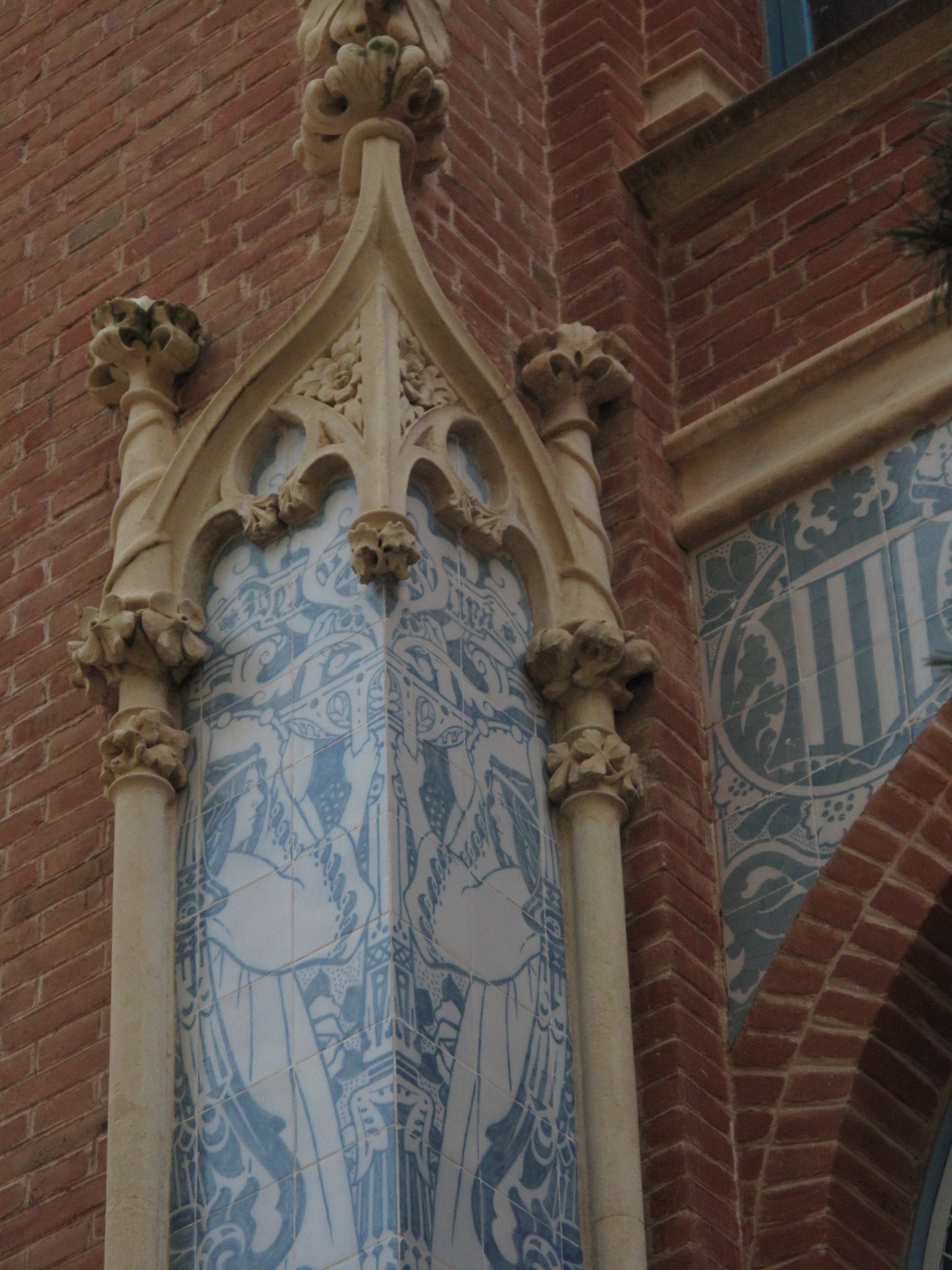
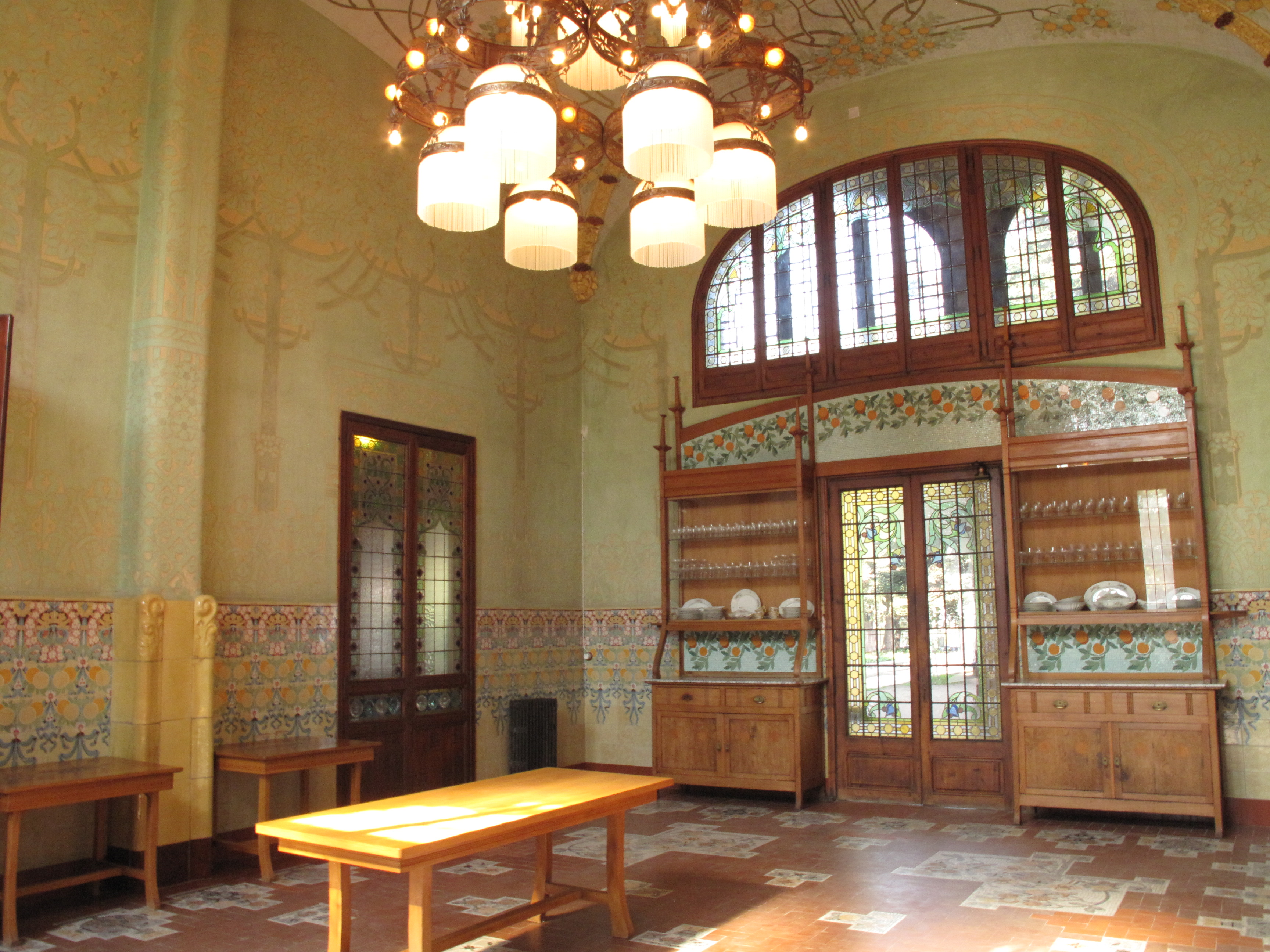
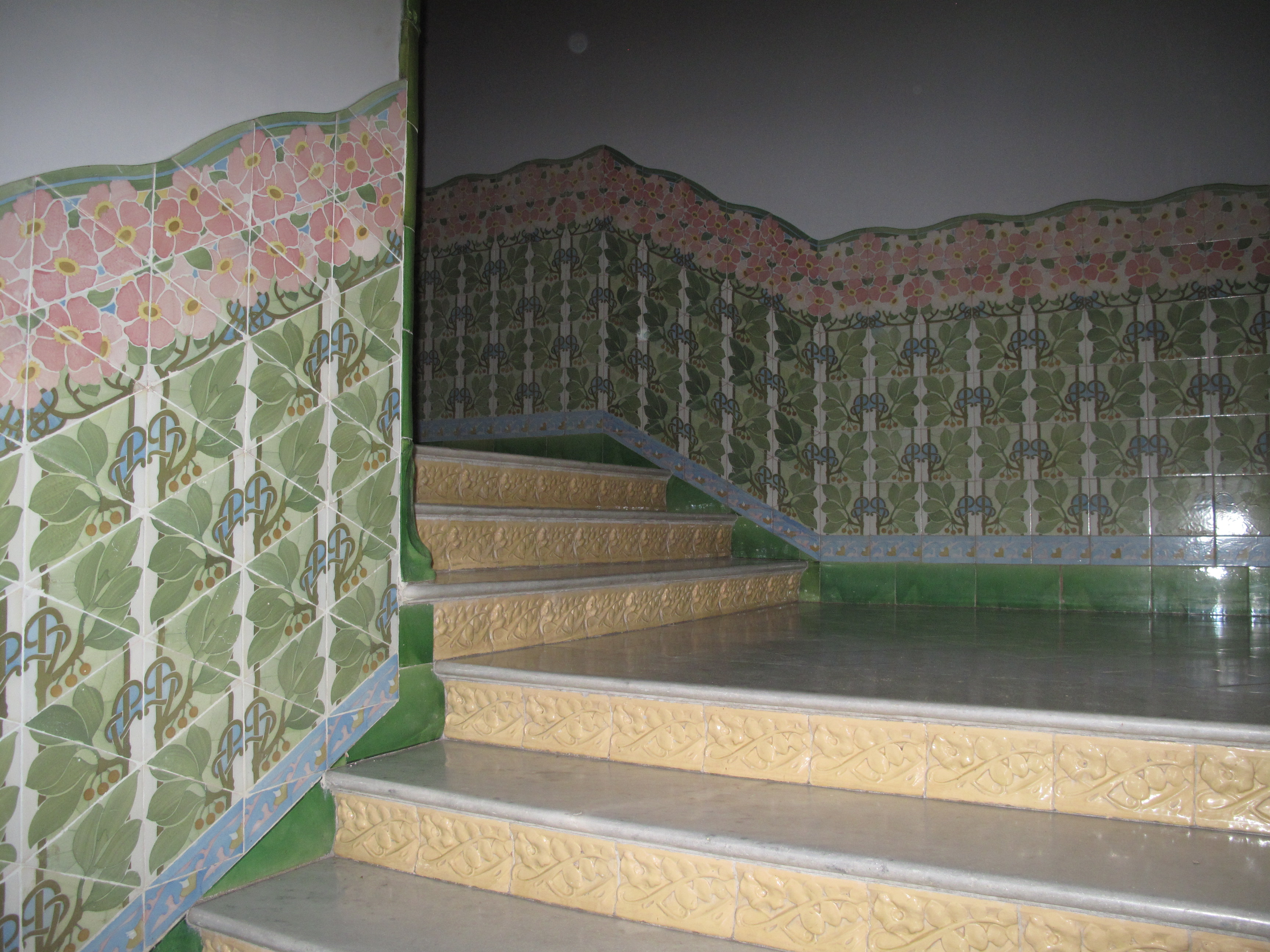
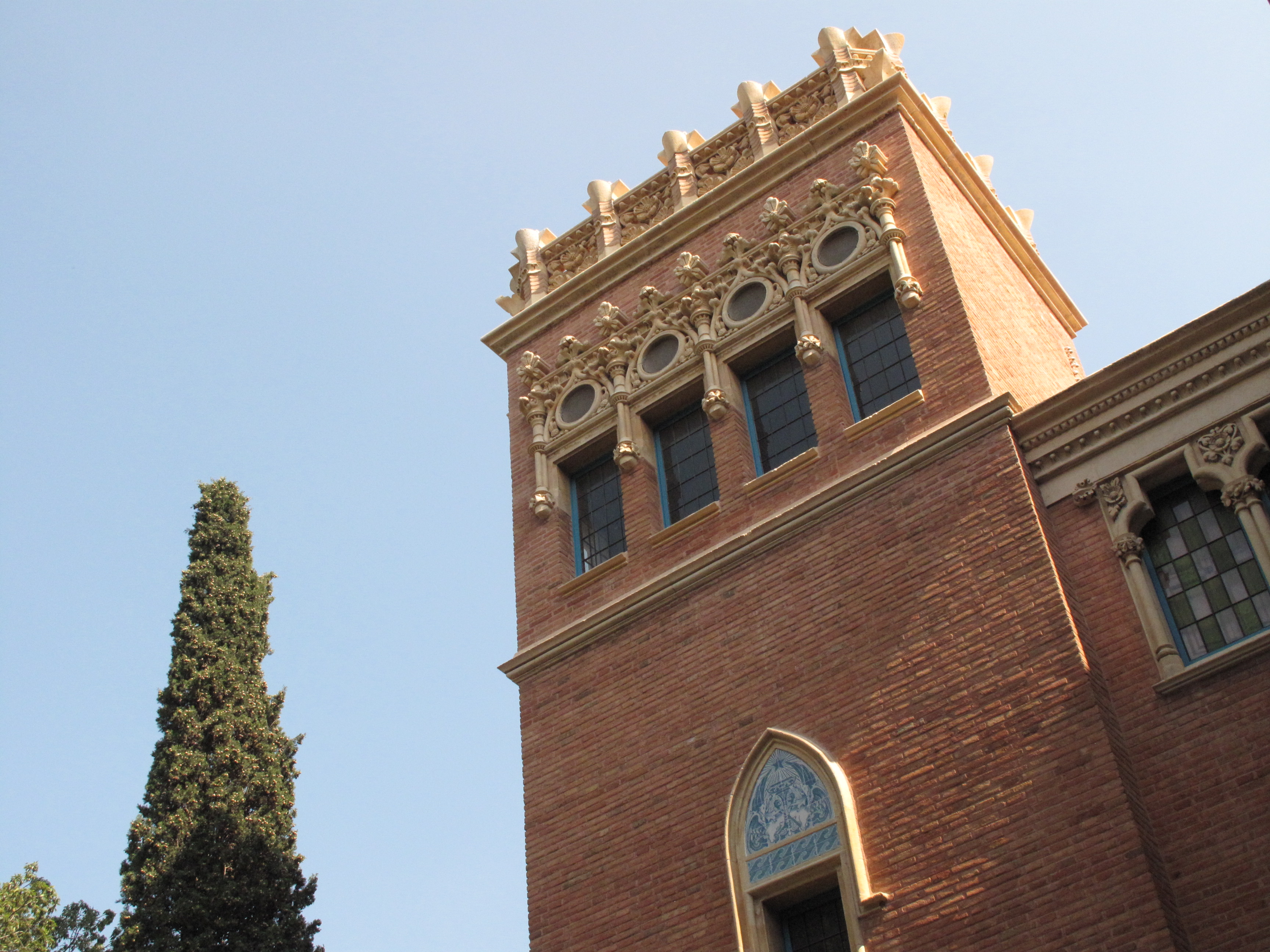
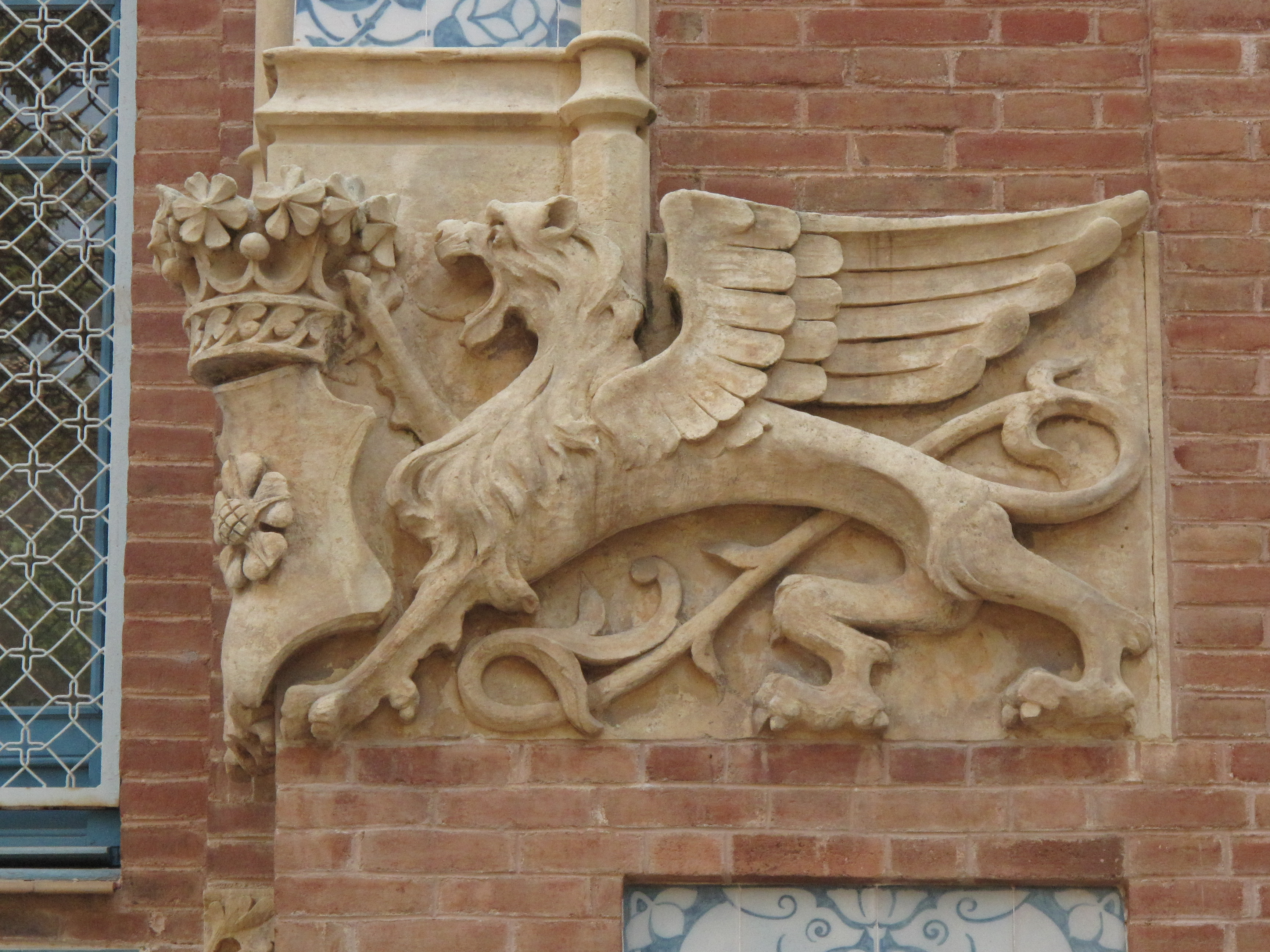
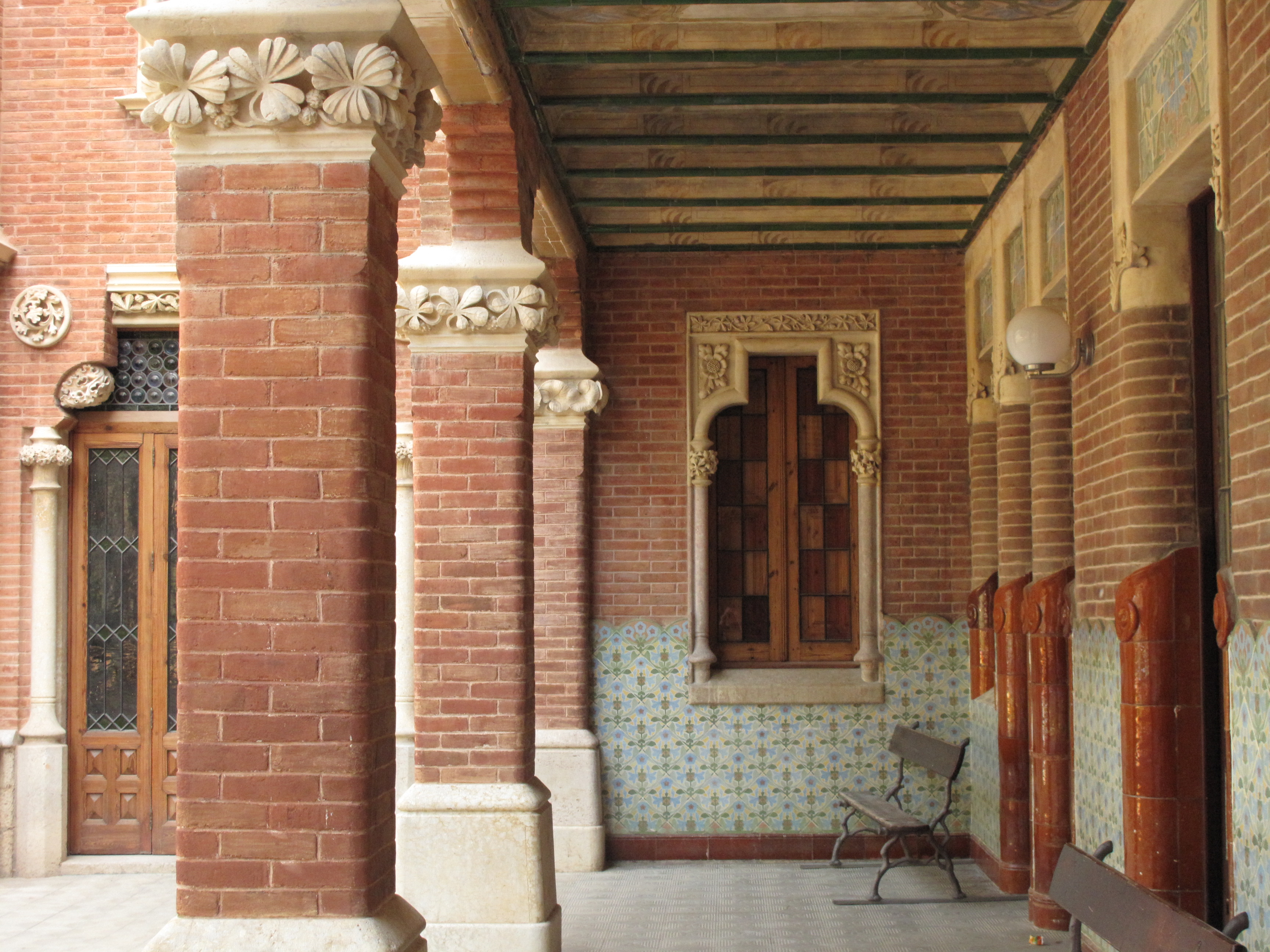
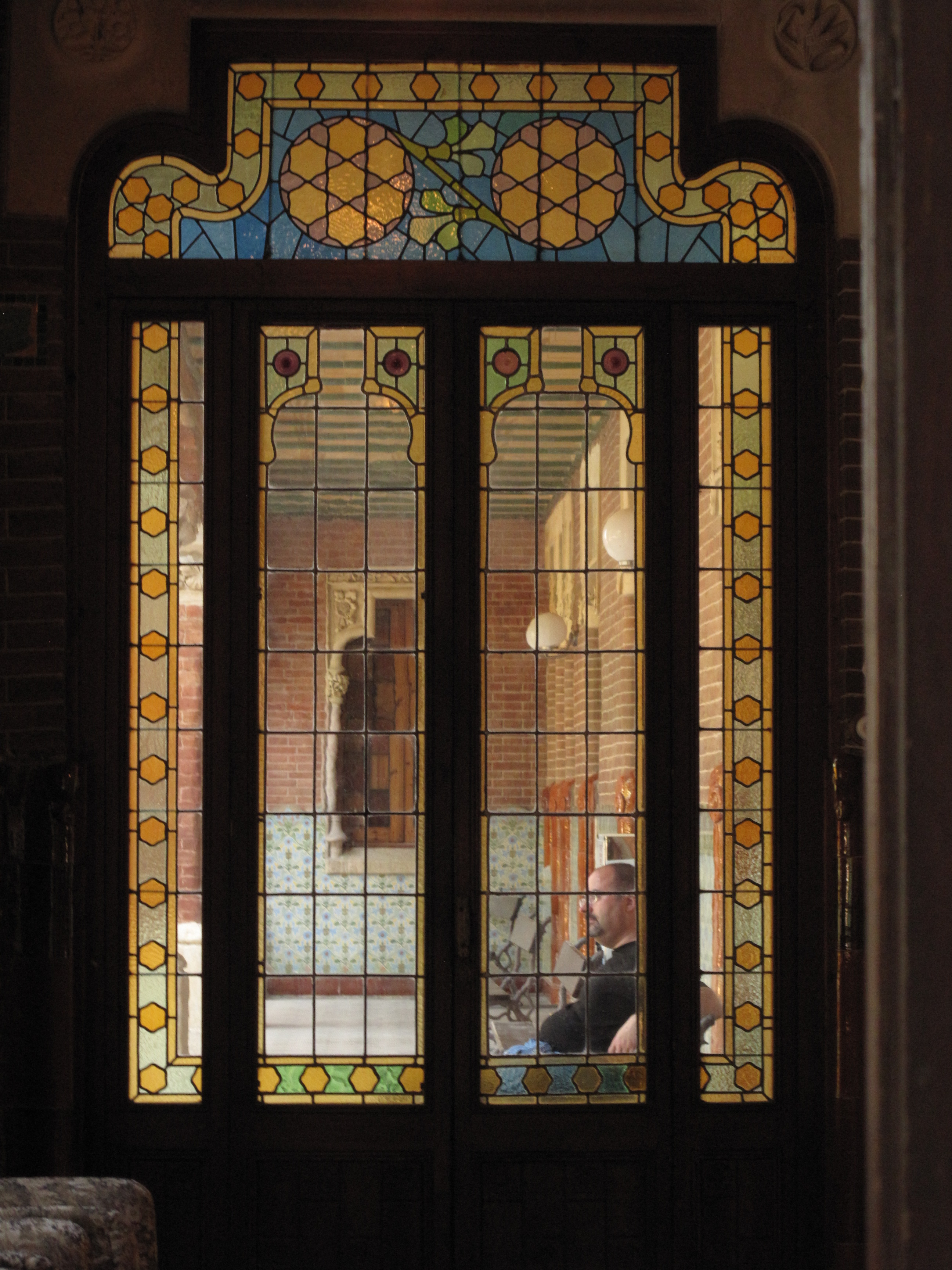

Pavellons de Beneficència i Pensionat de Tercera Classe
Aquests dos pavellons responen a un mateix esquema de planta en forma de E. Els edificis es recolzen sobre un sòcol de maçoneria. La resta de superfície de les façanes és construïda amb obra vista, i amb detalls de pedra als emmarcaments de les obertures, guardapols, i petits detalls constructius. Es reserven determinats espais per situar-hi plafons ceràmics decoratius, amb un tractament diferenciat als de la resta de pavellons, dissenyats per Josep Triadó, que representen al·legories a l'estudi i el treball, àngels, i les virtuts teologals: fe, esperança i caritat. Les façanes acaben coronades amb plafons amb els escuts de Catalunya i Reus, la Creu de Sant Jordi, l'emblema de l'Institut Pere Mata i la data d'acabament de l'edifici, 1902.
Pavelló de la Neteja
Pensat com una gran nau diàfana i lluminosa destinada a la rentada i desinfecció de la roba de la institució. La façana està formada per una successió de pilastres d'obra vista, recolzades sobre un sòcol de pedra, que sostenen 8 arcs rebaixats, sobre els quals reposa la cornisa de la teulada. L'interior és una nau de planta rectangular, i la coberta, a doble vessant, és suportada per amplis arcs compostos de perfil apuntat, que actuen com arcs diafragma, corresponents a les pilastres de la façana. És una obra destacada de l'arquitectura industrial a Reus, i un precedent del celler que el 1913 va construir Domènech i Montaner a l'Espluga.
Antic habitatge del sotsdirector del centre i del capellà
Quan Domènech i Montaner es va retirar de la direcció de les obres de l'Institut, el va succeir el seu fill Pere Domènech Roura, que ja venia ajudant-lo des de feia anys en les obres dels pavellons, sobretot al Pavelló número 6. Es va mantenir fidel a la idea del seu pare, i entre els edificis que va projectar destaca el pavelló de planta baixa i pis, al costat de la porta principal de l'accés al recinte, destinat a residència del sotsdirector i del mossèn de l'hospital. És un edifici d'habitatges plurifamiliar, construït els anys 1925 i 1926. De petites dimensions, respecte a la resta de pavellons del complex de l'Institut Pere Mata, Domènec Roura recull les característiques generals de les façanes del conjunt, el maó, la ceràmica vidriada i la pedra, i els aplica un cert canvi estilístic, simplificant sensiblement els models decoratius i adoptant un disseny més noucentista que aplica al conjunt. Domènec Roura també va urbanitzar el passeig central, amb l'escalinata, la font i el monument al doctor Briansó, inaugurat l'any 1928.
Tanca
La tanca d'obra protegeix de l'exterior tot el recinte sanitari. La porta principal, a l'est, combina el basament de maçoneria, els pilars d'obra vista amb detalls de pedra i ceràmica vidriada i les reixes de ferro forjat. La porta secundària, coneguda com a Porta dels Carros, al sud, és decorada amb plafons ceràmics amb la representació d'àngels, lleons rampants, l'escut de Reus, el de Catalunya i el nom de l'Institut.